# Ernst Ludwig Krause
Ernst Ludwig Krause, (Zielenzig, atualmente na Polônia, 22 de novembro de 1839 - Eberswalde, 24 de agosto de 1903 ) foi um biólogo alemão.